# Zweden op het Eurovisiesongfestival 1996
Melodifestivalen 1996 was de vijfendertigste editie van de liedjeswedstrijd die de Zweedse deelnemer voor het Eurovisiesongfestival oplevert. De winnaar werd bepaald door de regionale jury's. Er keken 3.775.000 mensen op televisie naar deze editie.

## Uitslag
| Nr. | Artiest                                                               | Liedje                       | Producers van het liedje                  | Punten | Plaats |
| --- | --------------------------------------------------------------------- | ---------------------------- | ----------------------------------------- | ------ | ------ |
| 1   | Lasse Kronér, Lennart Grahn, Peter Lundblad, Nick Borgen & Janne Bark | Gör någon glad               | Svante Persson, Pontus Platin             | -      | -      |
| 2   | Andreas Lundstedt                                                     | Driver dagg faller regn      | Alexander Bard, Ola Håkansson, Tim Norell | 48     | 2e     |
| 3   | Lotta Engberg                                                         | Juliette & Jonathan          | Monica Forsberg, Torgny Söderberg         | 45     | 3e     |
| 4   | One More Time                                                         | Den vilda                    | Nanne Grönvall, Peter Grönvall            | 71     | 1e     |
| 5   | Ellinor Franzén                                                       | Finns här för dig            | Stefan Bagge, Martin Klaman               | -      | -      |
| 6   | Inger Nordström                                                       | Gråt inte                    | Marie Stråhle                             | -      | -      |
| 7   | Henrik Åberg                                                          | Du är alltid en del utav mig | Lasse Berghagen, Lasse Holm               | -      | -      |
| 8   | Frank Ådahl                                                           | Tårar från himlen            | Mikael Littvold, Peter Bertilsson         | 26     | 5e     |
| 9   | Lotten Andersson & Magnus Sjögren                                     | Va' e' du?                   | Jörgen Nohall, Carl Hammar                | -      | -      |
| 10  | Mårten Eriksson                                                       | Förlorad igen                | Mårten Eriksson                           | 41     | 4e     |

## Stemming

### Jury's
| Liedje                  | Luleå | Umeå) | Sundsvall | Falun | Örebro | Karlstad | Göteborg | Malmö | Växjö | Norrköping | Stockholm | Totaal |
| ----------------------- | ----- | ----- | --------- | ----- | ------ | -------- | -------- | ----- | ----- | ---------- | --------- | ------ |
| Driver dagg faller regn | 6     | 4     | 4         | 6     | 4      | 2        | 4        | 2     | 6     | 2          | 8         | 48     |
| Juliette och Jonathan   | 8     | 6     | 2         | 4     | 1      | 4        | 2        | 8     | 2     | 4          | 4         | 45     |
| Den vilda               | 2     | 8     | 8         | 8     | 8      | 8        | 6        | 1     | 8     | 8          | 6         | 71     |
| Tårar från himlen       | 4     | 1     | 1         | 1     | 6      | 1        | 1        | 4     | 4     | 1          | 2         | 26     |
| Förlorad igen           | 1     | 2     | 6         | 2     | 2      | 6        | 8        | 6     | 1     | 6          | 1         | 41     |

## In Oslo
In Noorwegen moest Zweden optreden als 23ste en laatste, net na Slowakije. Aan het einde van de puntentelling was gebleken dat Zweden 3de geworden met een totaal van 100 punten.
Men ontving 1 keer het maximum van de punten.
België en Nederland hadden respectievelijk 10 en 8 punten over aan deze inzending.

### Gekregen punten

#### Finale
| 12 punten | 10 punten                                      | 8 punten                            | 7 punten   | 6 punten              |
| --------- | ---------------------------------------------- | ----------------------------------- | ---------- | --------------------- |
| - Ierland | - België - Estland - Oostenrijk                | - Finland - Nederland - Zwitserland | - Slovenië | - IJsland - Noorwegen |
| 5 punten  | 4 punten                                       | 3 punten                            | 2 punten   | 1 punt                |
|           | - Bosnië en Herzegovina - Portugal - Slowakije | - Frankrijk                         |            |                       |

### Punten gegeven door Zweden

#### Finale
Punten gegeven in de finale:
| 12 punten | Estland             |
| 10 punten | Noorwegen           |
| 8 punten  | Nederland           |
| 7 punten  | Ierland             |
| 6 punten  | Verenigd Koninkrijk |
| 5 punten  | Malta               |
| 4 punten  | Portugal            |
| 3 punten  | Griekenland         |
| 2 punten  | Cyprus              |
| 1 punt    | Kroatië             |